# Melozone biarcuata
Toqui-de-faces-brancas ou toqui-quatro-olhos (Melozone biarcuata) é uma espécie de ave da família Passerellidae.
Pode ser encontrada nos seguintes países: Costa Rica, El Salvador, Guatemala, Honduras e México.
Os seus habitats naturais são: florestas secas tropicais ou subtropicais, regiões subtropicais ou tropicais húmidas de alta altitude e florestas secundárias altamente degradadas.